# 中车眉山车辆

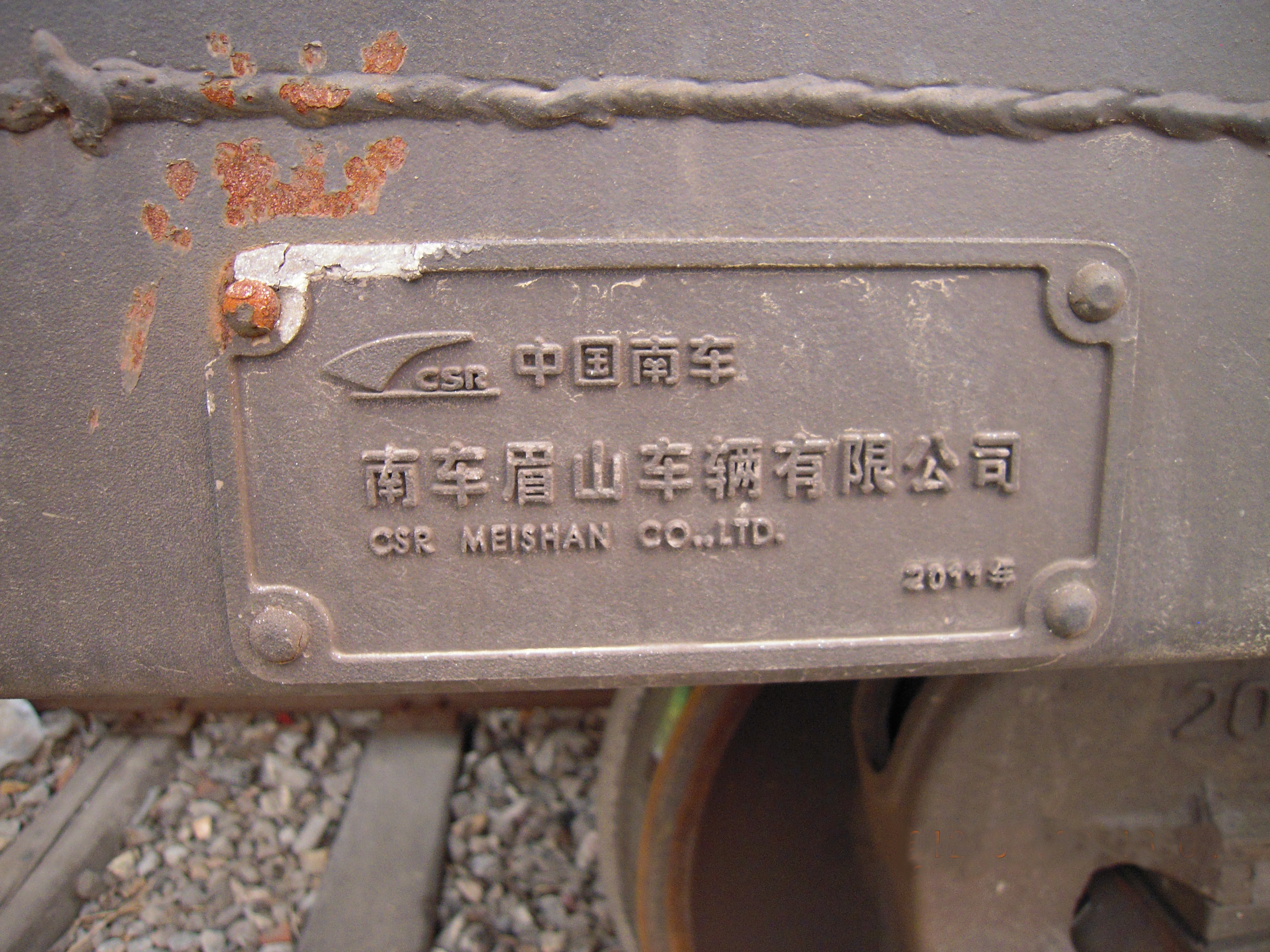
由南车眉山车辆有限公司生产的火车车皮上的标识

中车眉山车辆有限公司（英語：CRRC Meishan Rolling Stock Co., Ltd.）是中国中车的全资子公司之一，主营业务包括铁路货车研发、制造，同时也是中国国内轨道车辆制动机研发制造的主导企业，属国家520户重点骨干企业之一。货车产品涵盖敞车、棚车、平车、罐车、漏斗车等各个品种系列，轨距从1000毫米窄轨到1676毫米宽轨，轴重从低轴重轻量货车到30吨轴重重载货车，以满足了中国国内以及出口市场对各种车型的配装要求。

## 历史
南车眉山车辆公司前身为成立于1966年的铁道部眉山车辆工厂。专业制造货车。设计年产货车3000辆。
2018年5月，中国中车宣布实施货车业务重组，成立中车长江集团，由此中车眉山车辆成为中车长江集团的全资子公司。

## 参看
- 眉山市
- 中国铁路货车